# Hibiscus sudanensis
Hibiscus sudanensis är en malvaväxtart som beskrevs av Bénédict Pierre Georges Hochreutiner. Hibiscus sudanensis ingår i Hibiskussläktet som ingår i familjen malvaväxter. Inga underarter finns listade i Catalogue of Life.